# Glenea flavovittata
Glenea flavovittata är en skalbaggsart som beskrevs av Aurivillius 1920. Glenea flavovittata ingår i släktet Glenea och familjen långhorningar. Inga underarter finns listade i Catalogue of Life.